# Ramón Osni Moreira Lage
Ramón Osni Moreira Lage, vagy egyszerűen Ramón (Nova Era, 1988. május 24. –), brazil labdarúgó-középpályás.